# Ruta Nacional 10 (Colombia)
La Ruta Nacional 10 es una carretera colombiana que recorre los departamentos de Nariño y Putumayo. Inicia en el municipio de Tumaco y finaliza en el sitio de El Pepino en Mocoa. Tiene una longitud de 379.3 km.
Es una carretera de tipo transversal, siendo su trazado occidente-oriente.

## Historia

### Antecedentes
La ruta fue establecida en la Resolución 3700 de 1995 y ratificada por la resolución Resolución 339 de 1999.

## Descripción de la ruta
La ruta posee una longitud total de 379.30 km, divididos de la siguiente manera:

### Ruta actual
| Administración | Administración | Administración |
| -------------- | -------------- | -------------- |
| INVIAS         | 24.00 km       | 100%           |
| ANI            | 0.00 km        | 0%             |
| Tramos         |                |                |
| Principales    | 3              | 3              |
| Alternos       | 0              | 0              |
| Pasos          | 0              | 0              |
| Variantes      | 0              | 0              |
| Ramales        | 0              | 0              |
| Subramales     | 0              | 0              |

| Código | Tipo  | Recorrido         | Clasificación SINC           | PR Inicial | PR Final | Longitud km. |
| ------ | ----- | ----------------- | ---------------------------- | ---------- | -------- | ------------ |
| 1001   | Tramo | Tumaco - Junín    | Transversal Tumaco - Leticia | 0+0000     | 119+0000 | 119.00       |
| 1002   | Tramo | Junín - Pedregal  | Transversal Tumaco - Leticia | 95+0000    | 127+0600 | 127.60       |
| 1003   | Tramo | Pasto - El Pepino | Transversal Tumaco - Leticia | 5+0000     | 137+0700 | 132.70       |

### Ruta eliminada o anterior
Las siguientes porciones de ruta fueron incluidas en la Resolución 3700 de 1995, sin embargo fueron eliminadas ya sea por su cesión a los gobiernos departamentales, municipales, o por la no existencia de la vía.
| Código | Tipo  | Recorrido                 | Situación Actual                                          |
| ------ | ----- | ------------------------- | --------------------------------------------------------- |
| 1003   | Tramo | Pasto - San Francisco     | - 1003 Tramo de Red Vial Primaria                         |
| 1004   | Tramo | San Francisco - El Pepino | - 1003 Tramo de Red Vial Primaria                         |
| 10NR01 | Ramal | Junín - Barbacoas         | - 1301 Carretera Secundaria Departamental en construcción |
| 10NR02 | Ramal | El Encano - Sindamanoy    | - 10NR01 Carretera Secundaria Departamental               |
| 10PT01 | Ramal | San Francisco - Mocoa     | - En construcción hasta 2030                              |

## Municipios
Las ciudades y municipios por los que recorre la ruta son los siguientes:
| Leyenda | recorrido actual recorrido anterior Río Lugar Cabecera municipal | recorrido actual recorrido anterior Río Lugar Cabecera municipal | recorrido actual recorrido anterior Río Lugar Cabecera municipal |
| Tramo   | Municipio                                                        | Recorrido | Departamento                                                     |
| 1001    | Tumaco                                                           | Tumaco, Río Aguaclara; Buchely, Cajapi; Tangareal del Mira; Pueblo Nuevo; La Espriella (Cruce 0501 ); Caunapi; El Gualtal; Llorente; La Guayacana.                                          | Nariño                                                           |
| 1001    | Barbacoas                                                        | Junín (Acceso 1302 a Barbacoas). | Nariño                                                           |
| 1002    | Barbacoas                                                        | Junín; Altaquer. | Nariño                                                           |
| 1002    | Ricaurte                                                         | Ricaurte; Chucunes (Acceso 10NR02 a La Planada y El Rollo) | Nariño                                                           |
| 1002    | Mallama                                                          | Mallama; Chambú. | Nariño                                                           |
| 1002    | Sapuyes                                                          | El Espino (Cruce 1701 ). | Nariño                                                           |
| 1002    | Túquerres                                                        | Santander de Valencia; Túquerres (Cruce 1702 , Acceso 10NR03 a Sapuyes y acceso 10NR05 a Ospina); Pinzón; La Floresta; Puente Alto; Chalitala; Los Arrayanes (Acceso 10NR06 a Guaitarilla). | Nariño                                                           |
| 1002    | Imués                                                            | Neira Santa Ana, Chirristes (Acceso 10NR07 a Guaitarilla); Santa Rosa (Acceso 10NR07 a Imués); Pedregal (Cruce 2501 ).                                                                      | Nariño                                                           |
| 1003    | Pasto                                                            | Pasto (Cruce 25NRD ); Laguna de la Cocha (Acceso); El Encano; La Piscicultura. | Nariño                                                           |
| 1003    | Santiago                                                         | Carrizal (Acceso 10PT01 a Cascajo y Volcán Sibundoy); Santiago | Putumayo                                                         |
| 1003    | Colón                                                            | Colón; San Pedro. | Putumayo                                                         |
| 1003    | Sibundoy                                                         | Sibundoy. | Putumayo                                                         |
| 1003    | San Francisco                                                    | San Francisco; Acceso a Nueva vía San Francisco - Mocoa (En Proyecto). | Putumayo                                                         |
| 1003    | Mocoa                                                            | La Tebaida; El Pepino (Cruce 4502 ). | Putumayo                                                         |

## Gestión de la ruta

### Concesiones y proyectos
Actualmente la ruta no posee concesiones ni proyectos, por lo tanto es administrada por el INVIAS.
| Código | Sector                    | Tipo            | Cód. proyecto | Nombre Proyecto                                  | Concesionaria                 | Unidad Funcional | Etapa      | PR Inicial | PR Final | Longitud km. |
| ------ | ------------------------- | --------------- | ------------- | ------------------------------------------------ | ----------------------------- | ---------------- | ---------- | ---------- | -------- | ------------ |
| 1003   | San Francisco - El Pepino | Proyecto INVIAS | NA            | Variante San Francisco - Mocoa (LP1 - El Pepino) | REDES Y EDIFICACIONES S.A.    | NA               | Finalizado | NA         | NA       | 45,00        |
| 1003   | San Francisco - El Pepino | Proyecto INVIAS | NA            | Variante San Francisco - Mocoa (LP2)             | CONSORCIO VARIANTE MOCOA 2018 | NA               | Finalizado | NA         | NA       | 45.00        |

### Otros Proyectos

#### Transversal del sur (variante San Francisco - Mocoa)
El sector entre San Francisco y Mocoa que hace parte del tramo 1003 fue construido en 1930 como una trocha de acceso al río Putumayo para el suministro de armamento al ejército colombiano durante la guerra colombo-peruana, trocha que a la fecha se sigue usando y hace parte de la ruta nacional. Actualmente se encuentra sin pavimentar y se considera una de las carreteras más peligrosas de Colombia y de América Latina por el deterioro de la calzada, su poco ancho de vía y sus precipicios. Desde hace más de 20 años los habitantes de la zona han pedido una solución ya que es la única vía de acceso entre Pasto y Mocoa. En el año 2012 bajo la presidencia de Juan Manuel Santos se decidió diseñar una vía alterna como solución ante la imposibilidad de arreglar el trazado actual. Si bien al inicio las obras avanzaron, tuvieron que ser suspendidas por problemas ambientales y falta de recursos dejando pendiente 27 kilómetros por construir. En septiembre del año 2020 el gobierno de Iván Duque anunció que destinará 1,2 billones para la construcción de los kilómetros restantes y la finalización de la vía que reinició obras en marzo de 2021 y se espera terminar en el año 2030.

### Peajes
La ruta no posee peajes, sin embargo para acceder al tramo  1003  desde el tramo  1002  utilizando la red de primer orden, es necesario atravesar el peaje El Placer en la Ruta Nacional 25.

## Geografía
La ruta recorre el sur del departamento de Nariño, a través de la llanura del pacífico, siguiendo por el nudo de los pastos y posteriormente entra al departamento de Putumayo por el noroccidente, descendiendo por el piedemonte amazónico; la altura máxima es de 3.240 m s.n.m., en cercanías del páramo de San José, Pasto ( 1003  PR 10), y la mínima de 2 m s.n.m. en la zona del puerto de Tumaco, el punto inicial de la ruta.

### Clima
El clima de la varía según la altitud, presentando los siguientes patrones:
| Parámetro       | Máximo                 | Mínimo                                        |
| --------------- | ---------------------- | --------------------------------------------- |
| Temperatura     | 24-26 °C Tumaco        | 8-12 °C Mallama-Túquerres Pasto-San Francisco |
| Precipitaciones | 7000-9000 mm Barbacoas | 1000-1500 Mallama-Imués Pasto                 |

### Hidrografía

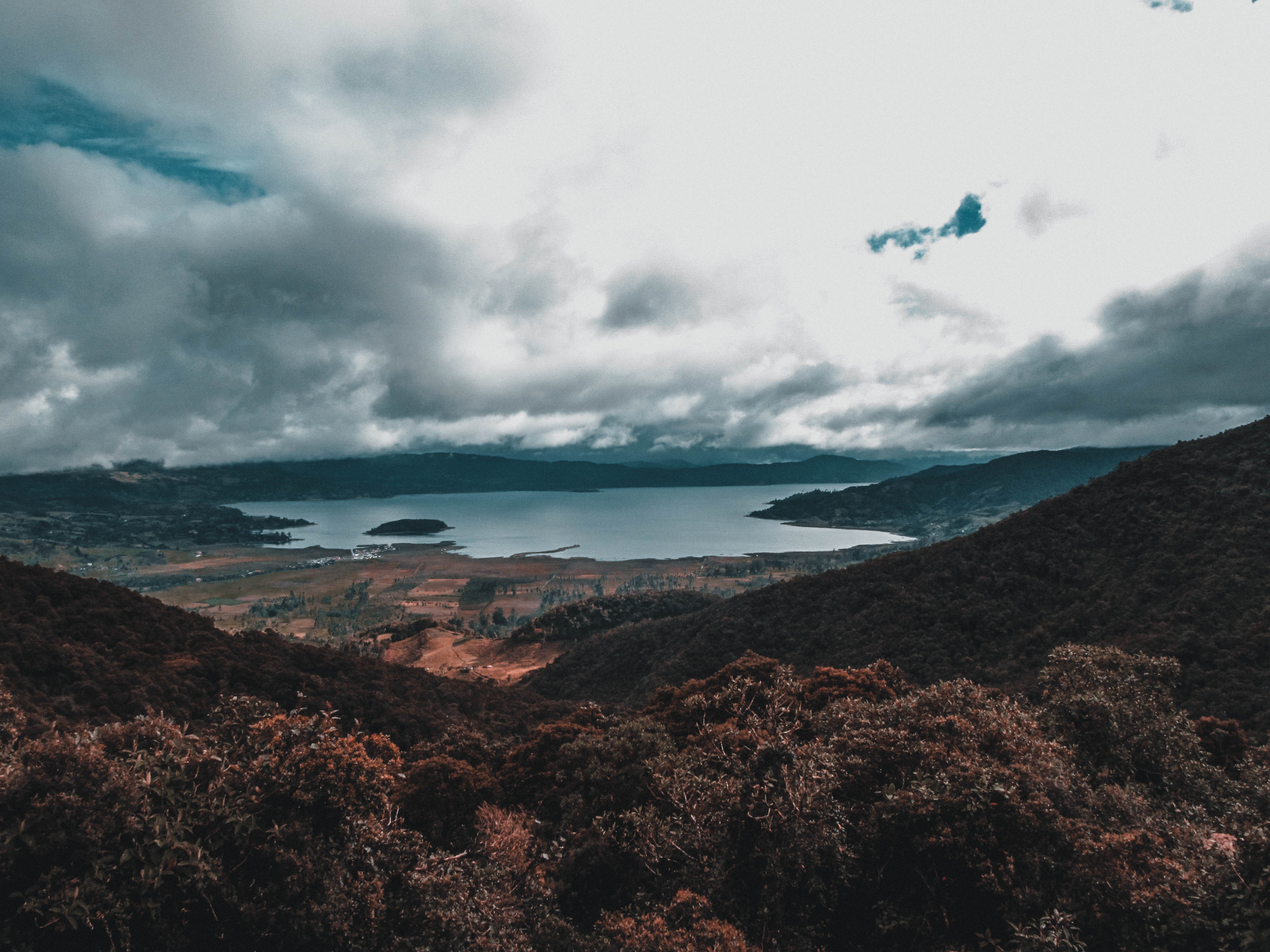
Laguna de la Cocha.

La ruta atraviesa varios ríos menores, entre los que se destacan los ríos Rosario y Guabo. Igualmente, pasa en cercanías y sirve como acceso a la Laguna de la Cocha.

### Amenaza volcánica[6]

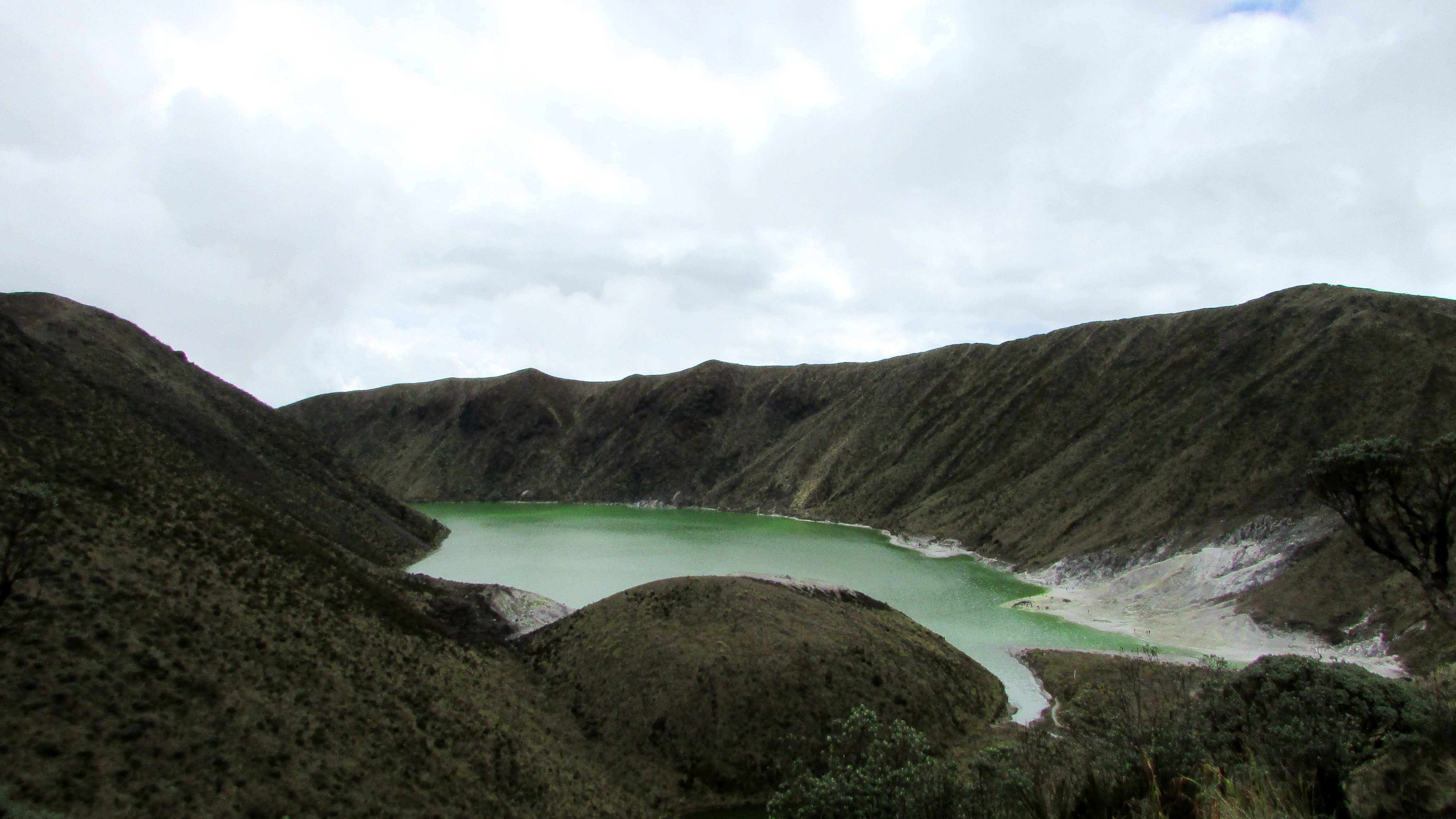
Volcán Azufral

La ruta atraviesa la zona de influencia de varios volcanes, estando el Azufral a pocos kilómetros de la vía.
| Amenaza       | Dirección del viento        | Tramo Afectado                                         | Efectos                                                                              |
| ------------- | --------------------------- | ------------------------------------------------------ | ------------------------------------------------------------------------------------ |
| Amenaza alta  | Cualquiera                  | 1002 Altaquer-Piedrancha                               | Lahares                                                                              |
| Amenaza alta  | Predominante                | 1002 Piedrancha-Santander de Valencia                  | Explosiones laterales, caída de piroclastos, acumulaciones de ceniza mayores a 10 cm |
| Amenaza alta  | Diferente a la predominante | 1002 Piedrancha-Santa Ana                              | Explosiones laterales, caída de piroclastos, acumulaciones de ceniza mayores a 10 cm |
| Amenaza media | Predominante                | 1002 Altaquer-Santa Ana                                | Caída de ceniza y lapilli, acumulaciones de ceniza de 1 a 10 cm                      |
| Amenaza media | Diferente a la predominante | 1002 La Tendida-Pedregal 1003 Pasto-Laguna de la Cocha | Caída de ceniza y lapilli, acumulaciones de ceniza de 1 a 10 cm                      |
| Amenaza baja  | Predominante                | 1002 Espriella-Pedregal 1003 Pasto-Colón               | Caída de ceniza y lapilli, acumulaciones de ceniza de 0.5 a 1 cm                     |
| Amenaza baja  | Diferente a la predominante | Todos                                                  | Caída de ceniza y lapilli, acumulaciones de ceniza de 0.5 a 1 cm                     |

| Amenaza       | Dirección del viento        | Tramo Afectado                                           | Efectos                                                          |
| ------------- | --------------------------- | -------------------------------------------------------- | ---------------------------------------------------------------- |
| Amenaza alta  | Diferente a la predominante | 1002 Altaquer-Pinzón                                     | Caída de piroclastos, acumulaciones de ceniza mayores a 10 cm    |
| Amenaza media | Predominante                | 1002 Chucunes-Pedregal                                   | Caída de ceniza y lapilli, acumulaciones de ceniza de 1 a 10 cm  |
| Amenaza media | Diferente a la predominante | Todos, excepto en Mocoa                                  | Caída de ceniza y lapilli, acumulaciones de ceniza de 1 a 10 cm  |
| Amenaza baja  | Predominante                | 1002 La Tendida-Pedregal 1003 Pasto-Trampolín del Diablo | Caída de ceniza y lapilli, acumulaciones de ceniza de 0.5 a 1 cm |
| Amenaza baja  | Diferente a la predominante | Todos                                                    | Caída de ceniza y lapilli, acumulaciones de ceniza de 0.5 a 1 cm |

| Amenaza       | Dirección del viento        | Tramo Afectado                            | Efectos                                                          |
| ------------- | --------------------------- | ----------------------------------------- | ---------------------------------------------------------------- |
| Amenaza alta  | Diferente a la predominante | 1002 Altaquer-Santa Ana                   | Caída de piroclastos, acumulaciones de ceniza mayores a 10 cm    |
| Amenaza media | Predominante                | 1002 Ricaurte-Pedregal                    | Caída de ceniza y lapilli, acumulaciones de ceniza de 1 a 10 cm  |
| Amenaza media | Diferente a la predominante | Todos                                     | Caída de ceniza y lapilli, acumulaciones de ceniza de 1 a 10 cm  |
| Amenaza baja  | Predominante                | 1002 El Gualtal-Pedregal 1003 Pasto-Colón | Caída de ceniza y lapilli, acumulaciones de ceniza de 0.5 a 1 cm |
| Amenaza baja  | Diferente a la predominante | Todos                                     | Caída de ceniza y lapilli, acumulaciones de ceniza de 0.5 a 1 cm |

| Amenaza       | Dirección del viento        | Tramo Afectado            | Efectos                                                          |
| ------------- | --------------------------- | ------------------------- | ---------------------------------------------------------------- |
| Amenaza alta  | Diferente a la predominante | 1002 San Miguel-El Espino | Caída de piroclastos, acumulaciones de ceniza mayores a 10 cm    |
| Amenaza media | Diferente a la predominante | 1002 El Diviso-Pedregal   | Caída de ceniza y lapilli, acumulaciones de ceniza de 1 a 10 cm  |
| Amenaza baja  | Predominante                | 1002 Junín-El Guabo       | Caída de ceniza y lapilli, acumulaciones de ceniza de 0.5 a 1 cm |
| Amenaza baja  | Diferente a la predominante | Todos, excepto en Mocoa   | Caída de ceniza y lapilli, acumulaciones de ceniza de 0.5 a 1 cm |

| Amenaza       | Dirección del viento        | Tramo afectado                                          | Efectos                                                          |
| ------------- | --------------------------- | ------------------------------------------------------- | ---------------------------------------------------------------- |
| Amenaza media | Diferente a la predominante | 1002 Santander de Valencia-Pedregal 1003 Pasto-Santiago | Caída de ceniza y lapilli, acumulaciones de ceniza de 1 a 10 cm  |
| Amenaza baja  | Predominante                | 1002 La Tendida-Pedregal 1003 Pasto-San Francisco       | Caída de ceniza y lapilli, acumulaciones de ceniza de 0.5 a 1 cm |
| Amenaza baja  | Diferente a la predominante | Todos, excepto en Tumaco                                | Caída de ceniza y lapilli, acumulaciones de ceniza de 0.5 a 1 cm |